# مارك رادفورد (كرة سلة)
مارك رادفورد (بالإنجليزية: Mark Radford)‏ مواليد 5 يوليو 1959 في تاكوما، هو لاعب كرة سلة أمريكي معتزل. بدأ مسيرته الاحترافية في سنة 1981. تم اختياره من قبل فريق سياتل سوبرسونيكس خلال الدرافت. حمل الرقم 30. يبلغ طوله 6 قدم 4 بوصة (1.9 م). اعتزل اللعب في 1983.

## روابط خارجية
- مارك رادفورد على موقع إن بي أي (الإنجليزية)
- مارك رادفورد على موقع سبورتس رفرنس (الإنجليزية)
- مارك رادفورد على موقع كلية كرة السلة في سبورتس رفرنس.كوم (الإنجليزية)
- مارك رادفورد على موقع ريلجم (الإنجليزية)
- مارك رادفورد على موقع بروبوليرز (الإنجليزية)